# 保卢斯·阿拉尤里
保卢斯·阿拉尤里（芬蘭語：Paulus Arajuuri，1988年6月15日—）是一位芬蘭足球運動員。在場上的位置是中後衛。現效力於塞浦路斯甲組足球聯賽球隊安羅科薩斯。他也代表芬蘭國家足球隊參賽。